# 20년간의 위기
《20년간의 위기》(Twenty Years' Crisis: 1919–1939: An Introduction to Study of International Relations)는 에드워드 핼릿 카가 쓴 국제 관계에 관한 책이다. 제2차 세계 대전이 발발하기 직전인 1930년대에 쓰여졌으며, 첫 번째 판은 전쟁 발발 직후인 1939년 9월에 출판되었다. 두 번째 판은 1945년에 출판되었다. 개정판에서 카는 "이후의 사건 과정에 의해 어느 정도 수정된 모든 구절을 다시 작성"하지 않고 "몇 문장을 수정"하기로 결정하고 작업의 명확성을 향상시키기 위해 다른 작은 노력을 기울였다.
이 책에서 카는 국제 정치에 대한 현실주의적 이론을 발전시켰을 뿐만 아니라 자유주의적 이상주의자의 유토피아적 비전(그는 Woodrow Wilson과 연관시켰음)에 대한 비판을 발전시켰다. 카의 사실주의는 종종 고전적 사실주의 로 특징 지어졌다. 카는 국제정치가 권력정치에 의해 정의된다고 주장한다. 그는 정치권력, 경제권력, 의견에 대한 권력의 세 가지 유형의 권력을 설명한다. 그는 정치적 행동이 도덕과 권력의 조화에 기초한다고 주장한다.

이 텍스트는 국제 관계 이론의 고전으로 간주되며 종종 투키디데스, 마키아벨리 및 홉스의 방식을 따라 최초의 현대 현실주의 텍스트 중 하나로 불린다. 카의 분석은 제1차 세계 대전 이후의 낙관론에서 시작된다. 국제 연맹 선언과 군사적 충돌의 영구적인 예방을 목표로 하는 다양한 국제 조약에 구현되어 있다. 그는 국제 영역의 혼란과 불안의 현실에 의해 국가 간 평화와 협력에 대한 합리적이고 잘 고안된 아이디어가 단기간에 얼마나 훼손되었는지를 보여준다. 군사적, 경제적, 이데올로기적, 사법적 측면과 권력의 적용을 평가함으로써 카는 생존과 경쟁의 긴급성을 고려하지 않는 유토피아 이론가들에게 가혹한 비판을 가한다.
1936년 에드워드 할렛 카는 웨일스 에버리스트위스 대학교 국제정치학과의 우드로 윌슨 학과장 자리에 오르기 위해 20년 동안 일했던 외무부를 사임했다. 그것은 그에게 그가 외무부에서 결코 가질 수 없었던 것, 즉 그가 오랫동안 하고 싶었던 외교에 관해 글을 쓰고 강의할 수 있는 자유를 줄 것이다. 그것이 그가 책에 대해 선호하는 제목이 실제로 유토피아와 현실이었지만, The Twenty Years' Crisis, 1919 - 1939가 탄생한 방법이다.
이 책은 일반적으로 국제 관계에 대해 이야기하지만 더 구체적으로 전간 기간에 전념하지만 저자는 원래 전간 위기였던 교착 상태에서 탈출구를 제공하면서 자유주의의 허세를 폭로하고 싶었다. 나아가 전쟁 사이 위기의 원인 중 하나로 꼽히는 카와 민족자결권을 슬로건으로 삼았던 Woodrow Wilson에 대한 비판도 보여주고 싶었다. 작가는 자신이 "새로운 사회 경제적 토대에 기초한 새로운 사회"라고 명명한 현상에 대한 해결책이나 최소한 대안을 찾기로 결심했다.
이 책은 5개 부분과 14개 장이 포함되어 있으며, 첫 번째 부분은 국제정치학 연구에 전념한다. 두 번째 부분은 전쟁 사이의 국제 위기의 원인과 결과를 보는 데 전념한다. 정치, 권력, 도덕의 개념과 그들 사이에 존재하는 관계를 다루는 세 번째 부분; 네 번째 부분은 국제적 변화를 위한 엔진으로서의 법률을 전문으로 하고 마지막으로 카가 결론을 제시하는 다섯 번째 부분이다.
첫째, 카는 국제 정치가 서 있는 상황, 그 과학이 실제로 첫 아기 단계를 개발하고 있다는 맥락을 제공한다. 왜냐하면 국제 문제 관리를 전문가의 손에서 벗어나거나 심지어 심각한 비용을 지불하려는 일반적인 욕구가 없었기 때문이다. 전문가들이 무엇을 하고 있는지에 대한 체계적인 관심. 그러나 1914-18년의 전쟁은 전쟁을 군사 전문가들만의 문제로 보는 이러한 형태의 전쟁을 종식시켰고, 따라서 국제정치학은 매우 성공적인 대중의 요구에 대한 응답으로 등장했다. 그런데 방법에 문제가 있었다. 그들은 먼저 사실을 수집하고 분류한 다음 분석하고 결론을 내렸다. 그 후에 그들은 사실과 추론을 적용할 수 있는 목적을 알아낼 수 있다고 생각했지만 인간의 마음은 그 반대이다. 저자는 모든 정치적 판단이 사실을 수정하는 데 도움이 되며 정치적 사상 자체가 정치적 행동의 한 형태라고 말한다. “정치학은 있는 것뿐 아니라 있어야 하는 것의 과학이다.”
그런 다음 에드워드는 우리에게 유토피아주의를 소개한다. 이 유토피아주의는 정치과학의 유토피아적 단계에서 기존 사실이나 인과관계 분석에 거의 주의를 기울이지 않고 정교화에 시간을 할애한다. 비전 프로젝트의. 이러한 프로젝트가 실패하고 소망이나 목적이 원하는 목적을 달성할 수 없음이 밝혀진 경우에만 연구자가 마지 못해 분석 및 연구의 도움을 요청할 것이다. 그래야만 과학으로 간주된다. 1931년 이후의 사건들은 국제정치학의 기초로서의 순수한 열망의 약점을 분명히 드러냈다.
경력 초기에 카는 러시아 역사를 연구하여 리얼리즘 사상을 고수하고 더 마르크스주의 지향적이 되었으며, 결과적으로 그는 유토피아주의의 충만함을 바로잡기 위해 리얼리즘의 필요성을 나타냈으며 나중에 그들 사이의 결투를 만들 것이다. 그는 어떤 사회 질서에도 상당한 표준화, 따라서 추상화가 수반되는 다양한 국가로 인해 불가능한 추상화를 의미한다는 점을 고려하여 국제 연맹에 대해 회의적이었다. 공동체의 모든 구성원에게 다른 규칙이 있을 수 없다는 의미이며, 1929년 이후 세계 경제의 붕괴로 자유주의에 대한 믿음이 가장 큰 타격을 받았기 때문에 자유주의 원칙에 대해서도 비판적이었다.
카는 또한 개인이 특정 행동 기준에 복종하지 않는 한 국가적 또는 국제적 정치 사회가 존재할 수 없는 방법에 대해 논의하지만 문제는 우리가 그러한 규칙을 계속 따라야 하는 이유에 달려 있다. 이후 그는 자유방임과 이익과 도덕의 조화 교리와의 관계에 대해 이야기하여 경제적 민족주의라는 복잡한 현상을 일으키고 있다. 이전의 경제교리가 얼마나 논란이 되었던 것처럼, 본문은 모든 국가가 평화에 대해 동일한 이해관계를 갖고 이 원칙을 위반하는 사람들은 비합리적이고 부도덕한 것으로 간주된다는 가정이 어떻게 존재하는지를 탐구한다.
다른 장 후반에서 그는 권력을 정치의 실질적인 구성요소이자 정부의 필수 도구로 정의한다. 그리고 정치권력을 군사권력, 경제권력, 의견권력으로 나누는데, 이들은 서로 밀접하게 연관되어 있기 때문에 따로 생각할 필요가 없다. 군사 도구의 최고 중요성은 국제 관계에서 궁극적인 힘의 비율이 전쟁이라는 사실에 있으며, 또한 한 국가의 외교 정책은 목표뿐만 아니라 군사력에 의해 제한을 받으므로 궁극적인 목적이 된다. 그 자체. 권력을 쟁취하기 위해서는 군사적, 경제적인 인공물이 사용되지만 정치 지도자가 권력을 잡기 위해서는 선전과 함께 설득의 기술이 필수적이다.
이어서 카는 지방법과 국제법의 차이점에 대해 설명한다. 이 경우 마지막 법에는 사법부, 행정부, 입법부가 없다. 이어 그는 법에 대한 자연주의적, 현실주의적 관점을 개괄하면서 법의 본질은 사회의 안정을 도모하고 기존 사회의 틀을 유지하는 것이라고 말한다. 저자는 권리를 보호하기 위해 만들어진 조약의 신성함 직후에 링크한다. 모든 국가가 조약 의무의 구속력 있는 성격을 따르지 않았기 때문에 조건이 충족되는 한 조약의 의무가 국제법에서 구속력이 있다는 조항을 만들었기 때문이다. 조약 체결 당시의 지배적 지위는 계속되었다. 이 책은 또한 강제로 체결된 조약, 즉 강제로 체결된 조약에 도덕적 해이가 있다고 주장하면서 베르사유 조약을 언급하고 있는 도덕적 부분을 주장하고 있다. 그러나 국제 조약의 법적 유효성을 주장하는 것은 지배 국가가 조약이 부과된 약한 국가에 대한 패권을 유지하기 위해 사용하는 무기가 될 수도 있다.
많은 사람들이 변화에는 전쟁이 필요하다는 사실을 받아들이지 못하기 때문에 저자는 도덕성을 비판한다. “반란이 없다면 인류는 침체되고 불의는 회복될 수 없을 것이다.” 현상 유지는 오래 지속되지 않고 방어가 항상 성공적인 것은 아니며 전쟁으로 끝날 가능성이 높지만 현재 국제 도덕 및 국제 정치의 근본적인 문제인 평화로운 변화의 방법을 확립하는 가능한 해결책이 있다. .
마지막으로, 전후 기간 동안 국제 관계의 틀에서 도덕의 위기가 발생하여 국가 이익의 충돌로 이어졌고, 이로 인해 일부 국가의 이익도 무시되었다. 정치는 서로 분리될 수 없는 두 가지 주요 요소인 유토피아와 현실로 구성된다. 이 책의 결론은 작은 독립 민족 국가는 구식이거나 구식이며 실행 가능한 국제 조직은 다수의 민족 국가의 구성원 위에 세워질 수 없다는 것이다. 또한 현상유지는 장기적으로 지속가능할 수 있는 정책이 아니므로 구질서를 회복할 수 없고 급격한 시각변화를 피할 수 없으므로 국제화해로의 진전이 가장 바람직하다. 가까운 장래에 1930-33년의 위기의 반복이 용인되지 않을 것이기 때문에 경제 재건의 길에 놓여 있는 것처럼 보이다.